# Carl Gustaf Emil Mannerheim
Baronul Carl Gustaf Emil Mannerheim (AFI: [karl gustɑv emil mɑnerhei̥m]) (n. 4/16 iunie 1867, Askainen, Marele Principat al Finlandei, Imperiul Rus – d. 27 ianuarie 1951, Lausanne, cantonul Vaud, Elveția) a fost militar și politician finlandez.
A fost cel de al șaselea președinte al Finlandei (1944–1946). Și-a început cariera militară în Armata Imperială Rusă, devenind conducător al armatei în timpul războiului civil finlandez din 1918 și apoi în timpul celui de al Doilea Război Mondial. Este primul și singurul care a primit titlul de Mareșal al Finlandei.

## Viața civilă
Mannerheim s-a născut în Askainen, în Finlanda, într-o familie fino-suedeză cu rădăcini daneze, care a fost înnobilată în 1768. Tatăl său, contele Carl Robert, a fost poet și om de afaceri. Afacerile nu au mers bine și, după un timp, a dat faliment, după care a mers la Paris unde a dus o viață de artist. Mama sa, Hedvig Charlotta von Julin, a fost fiica unui om bogat, Johan Jacob von Julin, care era proprietarul companiei "Fiskars". Fiind cel de al treilea fiu, Mannerheim moștenește titlul de baron (vapaaherra în finlandeză; doar fiul cel mare moștenea titlul de conte).
În 1881, mama sa moare lăsând cei șapte copii în grija rudelor. Unchiul din partea mamei, Albert von Julin, îi va fi tutore lui Mannerheim. Datorită înrăutățirii situației materiale a familiei, Mannerheim a fost trimis la o școala militară în Hamina, la vârsta de 15 ani. Mai târziu a fost exmatriculat pentru motive disciplinare în 1886. După aceea, absolvă Liceul Privat din Helsinki, trecând admiterea la universitate în iunie 1887. Imediat după aceea a plecat la Sankt Petersburg, unde a fost admis la Școala de Cavalerie "Nicolae". În acea vreme Finlanda era un Mare Ducat, aflat în uniune personală cu Rusia. Promovează în 1889 și este avansat la gradul de "cornet", lucrând în Polonia, la un regiment de dragoni.

## Ofițer în Armata Imperială Rusă
În ianuarie 1891 Mannerheim a fost transferat să lucreze în Garda de Cavaleri a Majestății Sale Maria Feodorovna în Sankt Petersburg. Familia sa a aranjat pentru el să se însoare cu Anastasie Arapova (1872-1936), fiica generalului maior Nikolai Arapov, în mare măsură din motive economice. Au avut împreună două fiice, Anastasie (1893-1977), care s-a dedicat vieții monastice într-o mănăstire carmelită din Londra, și Sophie (1895-1963). Căsnicia s-a sfârșit în mod neoficial, în 1902, și apoi cu un divorț formal, în 1919.
Mannerheim a slujit în Garda de Cavaleri până în 1904. Mannerheim a devenit un expert în cai, cumpărând cai pentru armată. În octombrie 1904 a fost trasferat la regimentul 52 "Nejin" de dragoni în Manciuria unde a fost avansat ca locotenent-colonel. Mannerheim a luptat în războiul ruso-japonez și a fost avansat la gradul de colonel pentru curajul în bătălia de la Mukden.
La întorcerea din război, Mannerheim a petrecut un timp în Finlanda și Suedia 1905-1906. Ca reprezentant al ramurii de baron a familiei sale a participat la ultima întrunire a Dietei Finlandeze. De asemenea a condus o expediție în China, călătorind de la Tașkent la Kașgar din iulie în octombrie 1906, cu omul de știință francez, Paul Pelliot. La scurt timp a condus o altă expediție în toamna anului 1908. În această călătorie l-a întâlnit pe Dalai Lama. Pe lângă scopuri științifice (antropologie), expediția a urmărit și interese strategice.
După această călătorie, în 1909 a fost trimis ca comandant în regimentul al 13-lea de cavalerie "Vladimir". În următorul an Mannerheim a fost avansat la gradul de general maior și trimis să comande Garda Cavalerească a Majestății Sale în Varșovia. În 1912 ajunge să facă parte din anturajul Imperial. La începutul anului 1914, lui Mannerheim i s-a acordat comanda brigăzii de cavalerie din Varșovia. În scurt timp Germania a declarat război Rusiei iar trupele lui Mannerheim au luptat în sudul Poloniei unde a fost martorul distrugerii zonei rurale poloneze.
În Primul Război Mondial, Mannerheim a fost comandant de cavalerie pe frontul Austro-Ungar și Român. Mannerheim a comandat pe frontul românesc o unitate de luptă ruso-română localizată pe Carpați. Acest episod, de un real interes pentru cititorii români, este descris și în Memoriile Arhivat în 11 aprilie 2011, la Wayback Machine. sale. Se pare că aici, în toamna anului 1917, s-a conturat decizia de a servi armata țării sale în situații critice. După ce dovedește competență în timpul luptelor împotriva forțelor Austro-Ungare, va fi onorat cu una din cele mai înalte distincții ale Rusiei Imperiale, Crucea Sfântului Gheorghe, clasa IV. În 1915 Mannerheim ia comanda diviziei a 12-a de cavalerie și, după Revoluția din Februarie 1917, trece la comanda corpului al 6-lea de cavalerie în vara anului 1917. În aprilie 1917 Mannerheim a fost avansat la gradul de general locotenent. Totuși, a căzut în dizgrația noului guvern care îl privea ca pe unul din ofițerii ce nu a susținut revoluția. Mannerheim devine anticomunist convins. În septembrie este eliberat din funcție, când bolnav fiind cade de pe cal. Acum a rămas în rezervă așteptând să se însănătoșească în Odesa. Își dă demisia și apoi se întoarce în Finlanda în decembrie 1917.

## De la victoria în războiul civil la conducerea statului

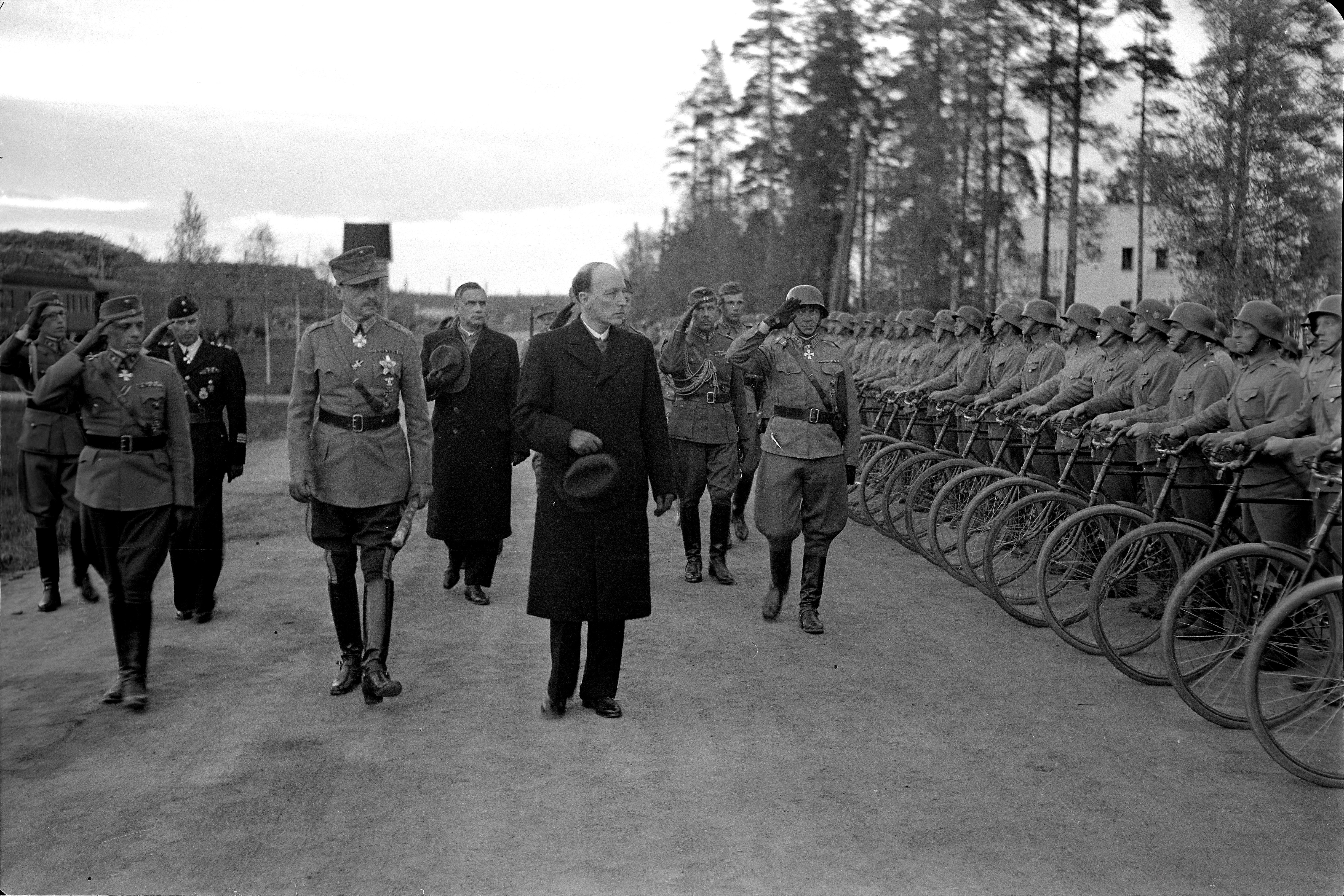
Mannerheim împreună cu președintele Ryti la o paradă militară

În ianuarie 1918, Senatul noii Finlande independentă, avându-l președinte pe Pehr Evind Svinhufvud, îl însărcinează pe Mannerheim cu comanda aproape inexistentei armate a Finlandei, care era la acea vreme nimic mai mult de câțiva soldați ai Gărzii Albe. Misiunea lui era să apere guvernul în timpul războiului civil. El a acceptat poziția în ciuda disconfortului pe care îl avea știind influența germană în guvern. Și-a stabilit sediul în Seinäjoki și a început acțiunea de dezarmare a garnizoanelor rusești rămase ce dispuneau de 42.500 trupe. În timpul acestui război (Război al Libertății, cum îl numeau Albii), Manerheim a fost promovat ca General de Cavalerie (Ratsuväenkenraali) în martie 1918.
După victoria Albilor, Mannerheim și-a dat demisia din funcția de comandant al armatei, dezamăgit fiind de influența crescândă a Germaniei în politica și armata finlandeză. Se temea de reacția Aliaților față de atitudinea progermană a Finlandei în ultimele luni ale Primului Război Mondial. Cautând o modalitate să se îndepărteze de guvernul Finlandez, Mannerheim a plecat în Suedia, în iunie 1918 să viziteze rudele. Astfel Mannerheim a fost absent în perioada ce a urmat războiului civil, perioadă nefastă, cu foamete, boli și procese pentru judecarea Roșilor în închisori. În timpul războiului el încercase să oprească "Teroarea albă" și închiderea în masă a acestora.
În Suedia, Mannerheim a purtat discuții cu diplomați ai Aliaților în Stockholm, prezentându-și atitudinea de opoziție față de politica pro-germană a guvernului finlandez și suportul său pentru Aliați. În octombrie 1918, a fost trimis în Marea Britanie și Franța din partea guvernului finlandez pentru a încerca să obțină recunoașterea independenței Finlandei de către Marea Britanie și Statele Unite. În decembrie a fost chemat înapoi în Finlanda de la Paris după ce a fost ales "Protector al Statului" (sau Regent,Valtionhoitaja; Riksföreståndare), deținând această funcție din 12 decembrie, 1918 până în 27 iulie, 1919 . Au fost chiar monarhiști care doreau să îl facă Rege al Finlandei.
După ce Frederic Carol de Hessa, ales rege al Finlandei, ridică suspiciuni Aliaților, Mannerheim asigură recunoașterea Finlandei independente din Marea Britanie și Statele Unite. De asemenea a obținut ajutor de alimente pentru a evita foametea în țară. Cu toate că era un anti-bolșevic înflăcărat, el a refuzat o alianță cu forțele Țariste deoarece acei generali nu ar fi recunoscut independența Finlandei. După votarea noii constituții, Mannerheim participă la primele alegeri prezidențiale, susținut de Partidul Coaliției Naționale și de Partidul Popular Suedez. El a pierdut alegerile în Parlament în favoarea lui Kaarlo Juho Ståhlberg și ca urmare s-a retras din viața publică.

## Perioada interbelică

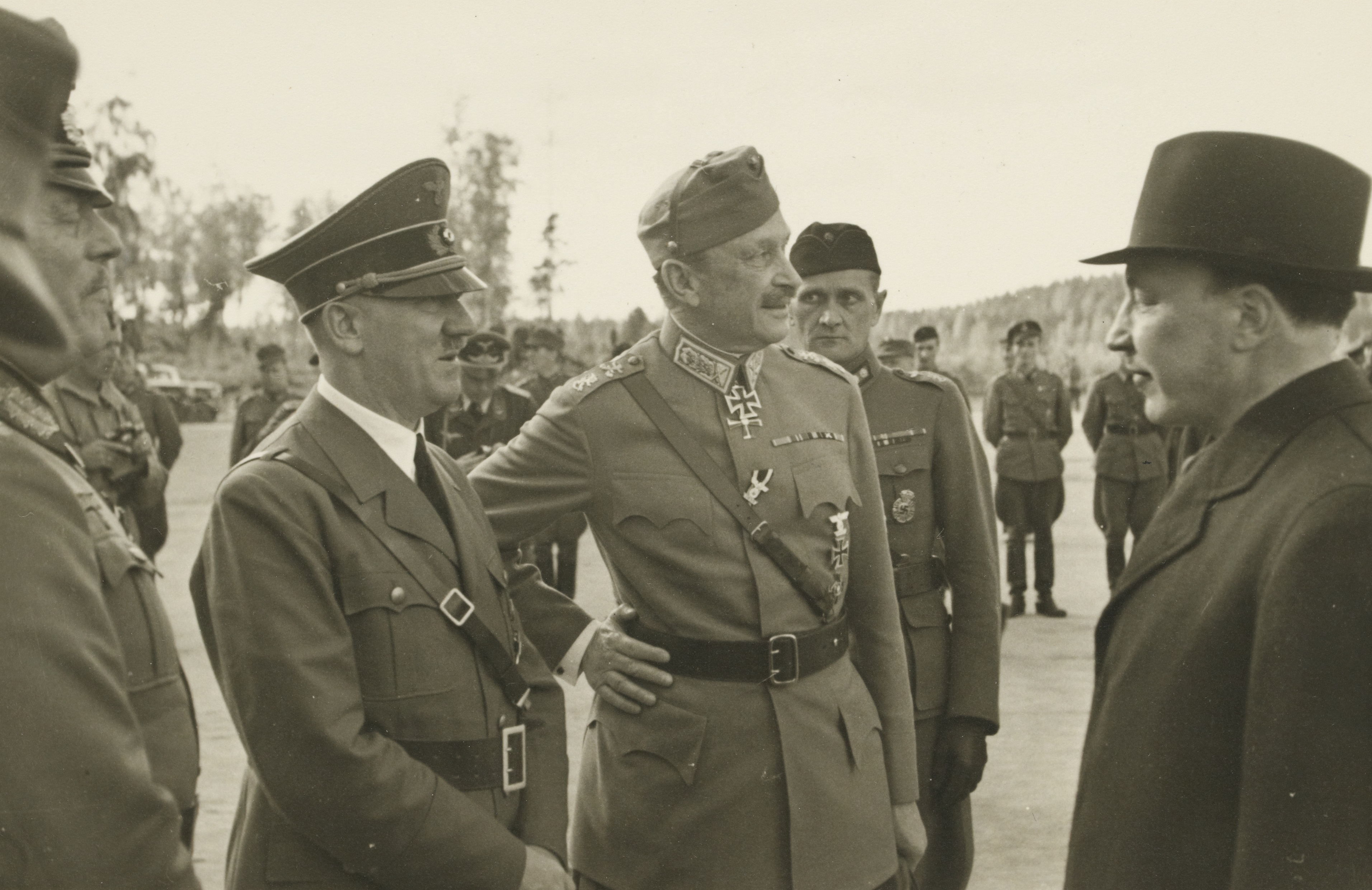
Mannerheim împreună cu Hitler și președintele Ryti

În perioada interbelică, Mannerheim nu a deținut nici o poziție publică. Asta s-a datorat în mare măsură faptului că era privit ca o persoană controversată pentru opoziția afișată față de bolșevici, dorința sa pentru intervenția Finlandei de partea forțelor țariste în timpul războiului civil rus și antipatia socialiștilor finlandezi care îl vedeau ca "General Alb". În acești ani activitățile lui au fost mai degrabă umanitare. El a sprijinit Crucea Roșie Finlandeză și a creat "Fundația Copiii lui Mannerheim".
În 1929 a refuzat dorința radicalilor de dreapta de a deveni dictator militar de facto, totuși a susținut Mișcarea Lapua, ce ducea politică semi-fascistă. După ce Pehr Evind Svinhufvud a fost ales președinte în 1931, el l-a însărcinat pe Mannerheim cu conducerea Consiliului Apărării Finlandei. În același timp Mannerheim a primit promisiunea scrisă ca în eventualitatea unui război să devină conducător al Finlandei (succesorul lui Svinhufvud, Kyösti Kallio a reînnoit această promisiune în 1937). În 1933 Mannerheim a primit titlul de Mareșal (sotamarsalkka, fältmarskalk). În acest timp, Mannerheim a câștigat respectul publicului, inclusiv a multor socialiști care au început să îl privească ca pe o adevărată personalitate națională. Această stare de spirit a fost menținută de discursuri publice în care susținea reconcilierea părților ce au luptat în războiul civil și nevoia de concentrare asupra unității naționale și apărării.
Mannerheim a susținut industria militară a Finlandei și a încercat (zadarnic) să înființeze o uniune militară cu Suedia. Totuși, reînarmarea Finlandei nu s-a putut realiza după cum spera și astfel nu privea optimist ideea de război. A avut de asemenea multe dispute cu diverși miniștri și a semnat multe hârtii de demisie.

## Conducător al armatei
Vezi și Războiul de iarnă, Războiul în continuare și Războiul Laponiei
Când negocierile cu Uniunea Sovietică au eșuat în 1939, Mannerheim acceptă din nou poziția de conducător al armatei Finlandei în caz de război. Și-a reorganizat sediile în Mikkeli. În mod oficial el devine conducător al armatei după atacul sovieticilor pe 30 noiembrie. Ajutorul său strategic a fost General locotenentul (Kenraaliluutnantti în finlandeză) Aksel Airo. Generalul Rodolf Walden, prieten apropiat al lui Mannerheim, a fost trimis ca reprezentant al armatei în guvern din 3 decembrie 1939 până în 27 martie 1940 după care a devenit ministru al apărării în următorul guvern.
În timpul războiului de iarnă și războiului de continuare, Mannerheim a stat în sediul său de la Mikkeli dar a făcut de asemenea multe vizite pe front. Între războaie a continuat să fie conducător al armatei, care conform literei legii ar fi trebuit cedată din nou președintelui (Kyösti Kallio și Risto Ryti). Războiul de iarnă s-a încheiat cu tratatul de pace de la Moscova, în 12 martie 1940. În acest război de 105 zile, finlandezii aveau la dispoziție 9 divizii de 15.000 soldați fiecare, iar sovieticii 45 a câte 18.000 de soldați. De asemenea echipamentul militat finlandez era total în inferioritate: 324 de tunuri vechi, 112 tunuri antitanc și 96 de avioane. Armata roșie a angajat în luptă 3.000 de tancuri și 2.500 avioane. Pregătirea superioară a soldaților finlandezi și buna  strategie a lui Mannerheim au învins superioritatea materială și umană a inamicului. Pierderile acestui război se estimează la 48.000 de morți și 158.000 de răniți pentru URSS și 25.000 de morți și 44000 răniți de partea finlandeză. Finlandezii au pierdut 61 de avioane iar rușii 872 .
În timpul războiului de continuare, Mannerheim a menținut relațiile cu Germania Nazistă cât de formale posibil și s-a opus cu succes propunerii lor pentru un tratat de alianță. Mannerheim de asemenea s-a opus cu strictețe ca trupele lui să participe la Asediul Leningradului.
Ziua de 4 iunie 1942 a fost o ocazie deosebită pentru Mannerheim. Atunci, la aniversarea de 75 de ani de viață, guvernul i-a acordat titlul unic de Mareșal al Finlandei (Suomen Marsalkkaîn finlandeză, Marskalken av Finland în suedeză). A fost primul și singurul care a primit acest titlu.  Adolf Hitler l-a vizitat cu această ocazie. Cu ocazia acestei vizite un tehnician finlandez înregistrează singurele convorbiri private care s-au păstrat de la Hitler . 

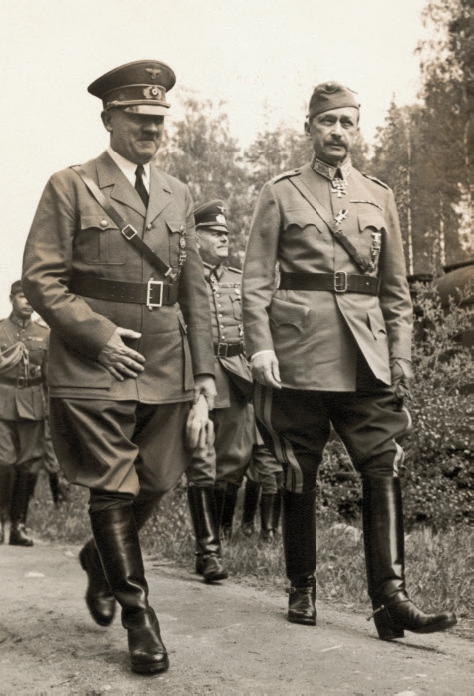
Mannerheim acompaniat de Hitler

## Sfârșitul războiului și o scurtă președinție
În iunie 1944, Mannerheim și-a dat seama că acceptarea pactului pe care îl cerea Joachim von Ribbentrop, ministrul de externe al Germaniei, era necesară, întrucât ofensiva sovieticilor devenea tot mai amenințătoare. Chiar și în acest moment Mannerheim reușește să păstreze distanță față de acest tratat și astfel sarcina de semnare a tratatului a căzut pe președintele Risto Ryti, iar tratatul este cunoscut sub numele de Pactul Ryti-Ribbentrop. Acest pact preciza printre altele ca Finlanda să continue războiul cu URSS. În scurt timp Ryti demisionează și este urmat de Mannerheim în poziția de președinte.
Aceasta manevră a fost făcută întrucât se ivise posibilitatea Finlandei de a ieși din război folosind diplomația și Mannerheim era în măsură să asigure acest lucru dată fiind prestanța sa. Germania era slăbită, iar ofensiva de vară a URSS fusese oprită. Inițial Mannerheim a refuzat postul deoarece nu erau posibile alegeri generale dar în final a acceptat în urma unui vot parlamentar.
În scurt timp războiul de continuare se sfârșește iar condițiile de pace impuse Finlandei au fost dure, totuși nu la fel de dure ca acelea impuse statelor ce urmau să sfârșească după Cortina de Fier. În ciuda concesiilor teritoriale masive Finlanda își păstra independența, sistemul politic pluripartit și economia de piață. Cu toate acestea, Finlanda a fost nevoită să achite reparații de război masive și să lupte în războiul din Laponia împotriva trupelor germane din nordul țării.
Mannerheim demisionează din funcția de președinte pe 4 martie 1946 din motive de sănătate. A fost urmat în funcție de Juho Kusti Paasikivi, un prim ministru filorus.

## Ultima parte a vieții
După demisia de la președinție, Mannerheim pleacă în Lohja intenționând să-și petreacă restul vieții acolo. Din păcate în iunie 1946 a trebuit să facă o operație de urgență din cauza perforării ulcerului iar în octombrie același an a fost diagnosticat cu ulcer duodenal. La începutul anului 1947 i s-a recomandat să meargă în sanatoriul Valmont din Montreux, Elveția pentru refacere și pentru a-și scrie memoriile. Valmont a fost principala reședință a lui Mannerheim pentru restul vieții. Totuși se întorcea regulat în Finlanda și a vizitat Suedia, Franța și Italia.
Carl Gustaf Emil Mannerheim a murit pe 28 ianuarie, 1951 la spitalul din Lausanne, Elveția. A fost înmormântat pe 4 februarie în cimitirul Hietaniemi din Helsinki în cadrul unor funeralii de stat. A rămas în memoria finlandezilor până în ziua de astăzi ca unul dintre cei mai mari oameni ai Finlandei. A fost ales la 5 decembrie 2004 drept cel mai mare finlandez în cadrul concursului televizat Cei mai mari finlandezi . Un film despre viața lui Mannerheim este produs actualmente (2009) de către regizorul Renny Harlin.

## Cariera militară[23]
- Locotenent colonel, 7 octombrie 1904
- Colonel, 29 noiembrie 1905
- General maior, 13 februarie 1911
- General locotenent, 25 aprilie 1917
- General al cavaleriei, 7 martie 1918
- Feldmareșal (distincție între generali, a nu se confunda cu mareșal), 19 mai 1933
- Titlul de Mareșal al Finlandei (la aniversarea de 75 ani), 4 iunie 1942

## Decorații
- Cavaler (1902), Ofițer (1910), Crucea Mare (1939), al Legiunii de Onoare (Franța)
- Ordinul Sf. Anna, gradul II (Imperiul Rus) (1906)
- Ordinul Sf. Stanislaus, clasa II (Imperiul Rus/Polonia) (1906)
- Ordinul Sf. Vladimir, gradul IV (Imperiul Rus) (1906)
- Cavaler clasa IV, Crucea Sfântului Gheorghe (Imperiul Rus) (1914)
- Crucea Libertății, clasa IV, Ordinul Crucii Libertății (Finlanda) (1918)
- Comandor Marea Cruce, Ordinul Sabiei (Suedia) (1918)
- Cavaler Ordinul Seraphim (Suedia) (1919)
- Cavaler Ordinul Elefantului (Danemarca) (1919)
- Crucea de Fier, clasa I și II (1918) cu 1939 bare (1942) și Crucea Cavalerului Crucii de Fier (1942) cu Frunze de Stejar (1944) (Germania)[24]
- Cavaler Marea Cruce, Ordinul Imperiului Britanic (GBE) Regatul Unit (1938)
- Cavaler al Crucii Mannerheim, clasa I și II, Ordinul Crucii Libertății (Finlanda) (1941)
- Ordinul Militar „Mihai Viteazul”, clasa III-a, clasa II-a și clasa I-a (1 noiembrie 1941) „pentru curajul și măestria cu care a condus operațiunile glorioasei armate finlandeze în cruciada contra bolșevismului”[25]